# Устиново (Московская область)
Устиново — деревня в Новопетровском сельском поселении Истринского района Московской области. Население — 30 чел. (2010).
Лежит в 26,7 км северо-западнее Истры, на левом берегу реки Маглуши, располагается по обеим сторонам от Большого московского кольца («бетонки»). На юге граничит с селом Новопетровское, на севере — с Новопетровской птицефабрикой, в километре к востоку, северо-востоку располагается деревня Рыбушки. К южной окраине западной части Устиново примыкает водохранилище посёлка Новопетровской птицефабрики. Высота над уровнем моря 241 м. Вся инфраструктура — в Новопетровском.

## Население
| 2002 | 2006 | 2010 |
| ---- | ---- | ---- |
| 39   | ↗50  | ↘30  |